# Kerberos Panzer Cop

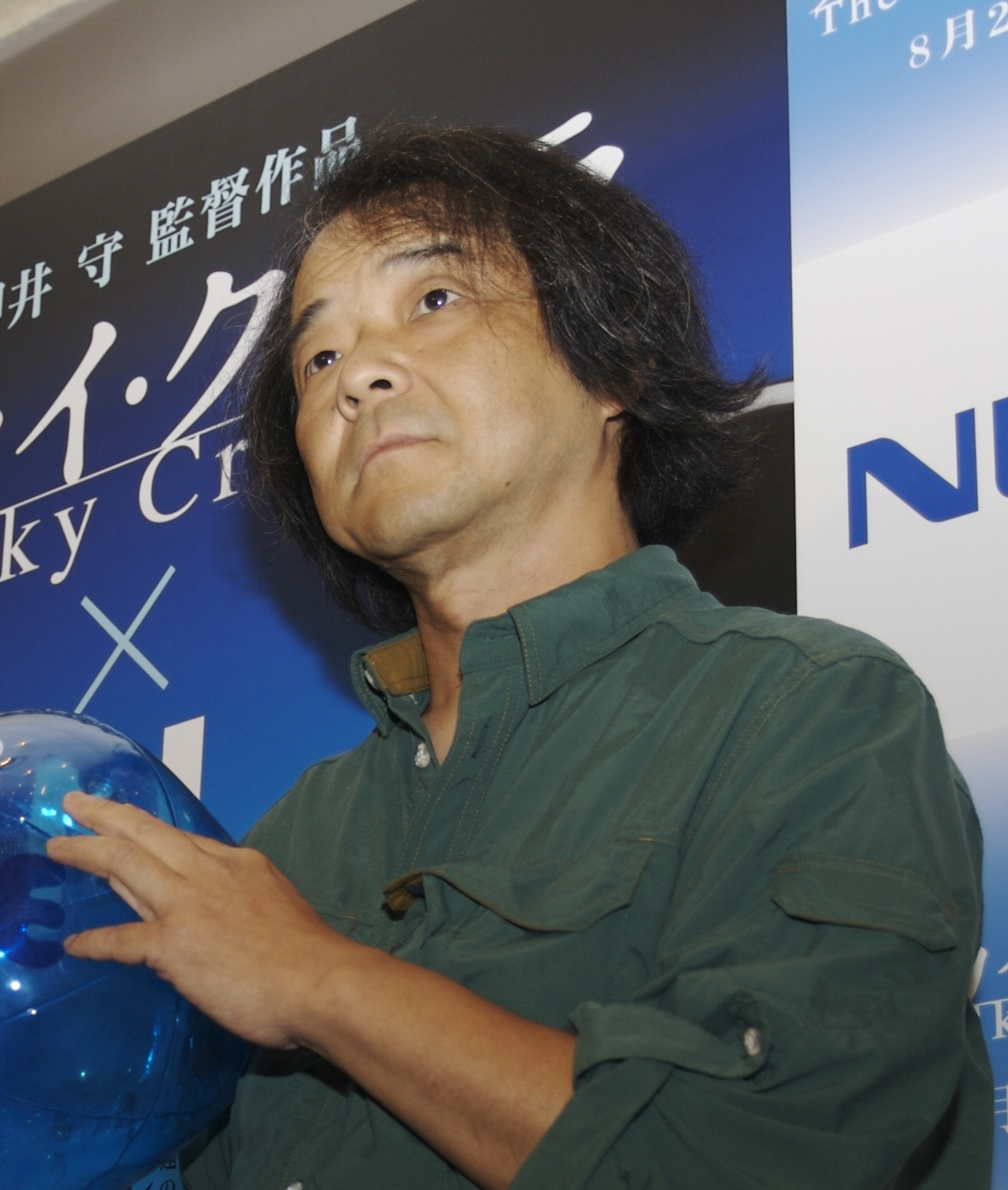
Mamoru Oshii en 2008.

Kerberos Panzer Cop (犬狼伝説, Kenrou Densetsu, « la légende des chiens ») est un manga de science-fiction militaire japonais de type seinen de Mamoru Oshii, publié de 1988 à 2007 par les éditeurs Nihon Shuppansha puis Monthly Shōnen Ace et Kadokawa Shoten.
À la manière de Philip K. Dick dans Le Maître du Haut Château, ou Robert Harris dans Fatherland, Kerberos Panzer Cop décrit un monde différent du nôtre où la Seconde Guerre mondiale a été gagnée par le Troisième Reich. Dans cette uchronie (réalité parallèle), l'unité de police Kerberos (ケルベロス keruberosu) fait régner la peur à Tokyo.
Les premiers chapitres de Kenrou Densetsu ont été traduits et publiés aux États-Unis en six volumes par Dark Horse Comics en 1994 sous le nom Hellhounds: Panzer Cops.
En France, le manga n'a jamais été traduit ou publié, et reste relativement peu connu. Il a été adapté en cinq longs métrages, dont Lunettes rouges (1987), Stray Dogs (1991) et Tachiguishi Retsuden (2006). Le grand public est plus familier avec le film d'animation Jin-Roh, la brigade des loups réalisé par Hiroyuki Okiura en 1999, et Illang : La Brigade des loups (인랑), version sud-corééenne de Kim Jee-woon sorti en 2018.

## Résumé
L'histoire se situe dans une uchronie ou univers parallèle. Pendant la Seconde Guerre mondiale, les États-Unis sont restés neutres, s'isolant volontairement du conflit. L'empire du Japon s'est allié à la Grande-Bretagne et à la France contre le Troisième Reich. Dans cette chronologie alternative, l'armée allemande remporte la bataille de Stalingrad et Adolf Hitler est assassiné avec succès par Claus von Stauffenberg lors de l’opération Walkyrie. 
L'Allemagne nazie gagne finalement la guerre, restaure la république de Weimar, et occupe le Japon pour établir un régime autoritaire. Au début des années 1950, l'occupation fait exploser la pauvreté et entraîne un sentiment de colère envers le gouvernement. C'est une époque de terrorisme, de révolte, de guerre de l'information et de la manipulation. En réponse aux casseurs de l'extrême-gauche, l'unité spéciale Kerberos (ケルベロス keruberosu) de la Police métropolitaine de Tokyo patrouille avec des soldats lourdement armés inspirés de la technologie de guerre allemande (Panzer).
La première histoire courte du manga concerne une nouvelle recrue de la Police métropolitaine de Tokyo, Toru Inui, 22 ans, qui échoue à arrêter un suspect blessé en compagnie d'une femme innocente. L'homme blessé est abattu par des snipers et se révèle être un terroriste armé. La recrue Inui est réaffecté à la formation et ses supérieurs se demandent bien pourquoi il a transféré dans l'unité. Il est renvoyé sur le terrain. Alors qu'il couvre l'arrière d'un peloton d'intervention dans les souterrains de la ville, Inui rencontre la même femme et un autre homme blessé. Mais alors qu'il réalise que cette femme est en fait une dangereuse terroriste, cette dernière l'abat froidement d'une balle dans la tête.
Cette histoire courte sera la base du film d'animation Jin-Roh, la brigade des loups (1999), dans lequel le jeune officier Kazuki Fuse est réprimandé par ses supérieurs après la mort d'une adolescente et condamné à reprendre l'entraînement.
Chaque histoire est une plongée dans ce monde militaire qui aurait poursuivi une dérive fascisante post-nazie et embourbé dans une crise intérieure pour le contrôle de la sécurité publique...

### L'unité
L'unité anti-terroriste est composée de policiers armés de lunettes infra-rouges, de Luger P08, de MG-42  et de casques de type Stahlhelm. Elle a pour mission d'intervenir lors d'incidents impliquant des émeutiers, anarchistes ou criminels.

## Origine et création
Mamoru Oshii, né en 1951, est producteur, scénariste, dessinateur de manga, auteur de feuilletons radiophoniques et réalisateur de cinéma. Très vite, il est fasciné par les films policiers et le contexte de crise sociale dans un Japon où la technologie remplace l'humain. On lui doit notamment Ghost in the Shell, Ghost in the Shell 2: Innocence, Patlabor, Patlabor 2 ou encore Avalon.
C'est lors du Traité de sécurité entre les États-Unis et le Japon dans les années 1960, fortement contesté par des manifestations d'étudiants entraînés par le Parti socialiste japonais, que Mamoru Oshii développe sa vision cynique et toute personnelle de son pays. Dans son manga Kenrou Densetsu, il imagine un Japon d'extrême droite en proie au totalitarisme, occupé par l'Allemagne nazie, où les Kerberos (le cerbère de la mythologie grecque), des policiers lourdement armés, veillent à la sécurité publique. Il fait de ces policiers des « chiens » obéissant aveuglément aux ordres, véritable incarnation de la peur, aux yeux rouges menaçants. Mais l'histoire de Kenrou Densetsu est bien celle d'une poignée de policiers cherchant à fuir le système. Séparés de la « meute », ils deviennent alors des chiens perdus, sans colliers ; des « loups solitaires ».
Mamoru Oshii réalise lui-même deux longs métrages tirés de son univers. D'abord en 1987, avec Lunettes rouges, un mélange des genres entre film noir et film expérimental, qui se situe dans un univers Orwellien et burlesque. Puis en 1991 avec Stray Dogs, préquelle fauché de type Série B, où un ancien policier condamné après le putsch raté de son unité sort de prison pour traquer son ancien chef.
En 1999, Jin-Roh, la brigade des loups propulse l'univers des « Panzer Cop » sur le devant de la scène. Salué par la critique, gagnants de nombreux prix comme au Festival international du film d'animation d'Annecy et lors la 49e Berlinale (festival international du film de Berlin), ce long métrage d’animation reprend la trame du manga dans un univers cruel tout en étant politiquement et humainement très engagé. Cette version alternative de l'Histoire interroge le peuple japonais, ses traumatismes, sa quête d’identité dans un système occidentalisé.
En 2006, pour fêter les 20 ans de la saga, Mamoru Oshii revient aux origines de l'unité en feuilleton radiophonique. Il déplace l'action en Europe, sur le Front de l'Est dans les années 1940, où le bataillon de la 101e division Kerberos Panzer Jager affronte l'armée russe. 
La même année, Kerberos & Tachiguishi (ケルベロスＸ立喰師 腹腹時計の少女, Keruberosu Ekusu Tachiguishi Harahara-dokei No Shōjo), publié dans Monthly Comic Ryū conclut définitivement cet univers. L'intrigue fait référence au célèbre conte Le Petit Chaperon rouge.
En 2017, Mamoru Oshii accepte d'adapter son œuvre pour la Corée du Sud. Le film Illang : La Brigade des loups (hangeul : 인랑 ; RR : Inrang, littéralement « Loup-garou ») transpose la trame de l’univers des Panzer Cop dans un contexte de crise de sociale après la réunification de la Corée du Nord et la Corée du Sud. Le film est réalisé par Kim Jee-woon. Netflix acquiert les droits internationaux pour une diffusion à partir de 2018.

## Traduction et censure
En France, le manga n'a jamais été traduit ou publié, et reste relativement peu connu. 
Les premiers chapitres ont été publiés aux États-Unis en 1994, sous le nom Hellhounds: Panzer Cops (6 volumes), par Dark Horse Comics. L'éditeur américain raccourcit le chapitre d'introduction, il n'y a plus aucune véritable référence au Japon et à son occupation militaire, qui est nommé « le pays ».

## Adaptations cinématographiques
- Lunettes rouges
- Stray Dogs
- Jin-Roh, la brigade des loups
- Illang : La Brigade des loups